# Routsi
Routsi  este un oraș în Grecia în Prefectura Arcadia.